# Drums of Dead (Abe Sapien)
Drums of Dead er den eneste tegneserie, der nogensinde er udgivet med Abe Sapien fra Hellboy-serien. Tegneserien er udgivet af Dark Horse Comics, som også udgiver Hellboy. Tegneserien er kun udkommet på engelsk. Den blev senere udgivet i B.P.R.D.: Hollow Earth and Other Stories.

## Handlingen i tegneserien
Tekst mangler, hjælp os med at skrive teksten